# Chi In-jin
Chi In-jin (* 18. Juli 1973 in Seoul, Südkorea) ist ein ehemaliger südkoreanischer Boxer im Federgewicht.

## Profi
Seinen Debütkampf am 20. November 1991 verlor er gegen seinen Landsmann Tae-Sun Park einstimmig nach Punkten. Am 10. April 2004 trat er gegen den Briten Michael Brodie um den vakanten Weltmeisterschaftsgürtel des Verbandes WBC an und besiegte ihn durch klassischen K. o. in Runde 7. Diesen Gürtel verteidigte er insgesamt zweimal in Folge und verlor ihn Ende Januar im Jahre 2006 an Takashi Koshimoto.
Allerdings konnte er sich am 17. Dezember desselben Jahres diesen Titel gegen Rodolfo Lopez wieder erkämpfen. Nach diesem Sieg beendete er seine Karriere und trat somit als WBC-Weltmeister zurück.